# Dostatek
Dostatek (tytuł oryginalny Galore) – opublikowana w 2009 (pierwsze wydanie polskie: 2013) powieść nowofundlandzkiego autora Michaela Crummeya, utrzymana w stylistyce realizmu magicznego. Nagrodzona Commonwealth Writers’ Prize dla regionu Karaibów i Kanady oraz Canadian Authors’ Association Literary Award.

## Zarys treści
Akcja powieści rozgrywa się w dwóch sąsiadujących ze sobą osadach rybackich, założonych na Nowej Fundlandii w XVIII wieku. Ich mieszkańcy, głównie angielscy i irlandzcy imigranci, wiodą niezwykle surowe życie w skrajnie nieprzyjaznym środowisku. Autor skupia się na losach dwóch rodzin – opisując historię życia kilku kolejnych pokoleń, doprowadza fabułę do czasów pierwszej wojny światowej.
Co charakterystyczne dla utworów z nurtu realizmu magicznego, istotnym elementem fabuły są zjawiska niewytłumaczalne i fantastyczne, w tym przypadku zaczerpnięte przez autora z nowofundlandzkich podań ludowych. Równie ważną rolę odgrywają motywy biblijne. Centralną postacią w książce, katalizatorem wszystkich wydarzeń i konfliktów, jest „nowożytny Jonasz”: niemy, blady mężczyzna, znaleziony przez rybaków w brzuchu wieloryba uwięzionego na płyciźnie.
Powieść stanowi zarazem studium przemian i rozwoju Nowej Fundlandii. W ostatnich rozdziałach autor wplata w fabułę postać historyczną – Williama Coakera, założyciela nowofundlandzkiego związku zawodowego rybaków Fisherman’s Protective Union – oraz opisuje reperkusje udziału Regimentu Nowofundlandzkiego w I wojnie światowej.

## Wyróżnienia
- Nagroda Commonwealth Writers’ Prize for Best Book, Karaiby i Kanada[1]
- Nagroda Canadian Authors’ Association Literary Award[2]
- Nominacja do Governor General’s Award for Fiction[3]
- Nominacja do Thomas Head Raddall Award for Atlantic Books[4]
- Nominacja do Winterset Award[5]